# Habroloma eximium
Habroloma eximium (лат.) — вид златок рода Habroloma из подсемейства Agrilinae.

## Описание
Мелкие жуки-златки (около 3 мм). От близких видов отличается следующими признаками: надкрылья покрыты серовато-золотистыми волосками, за исключением отчетливой V-образной серебристой полоски. Брюшная поверхность тела уплощена; индекс толщины (толщина тела/длина тела) менее 0,36; простернальный отросток как перевернутая трапеция, задний край линейно усечён.
Растение-хозяин. Симплоковые (Symplocaceae): Symplocos lancifolia. Для подвида H. eximium eupoetum (Obenberger, 1929):  Symplocos prunifolia, S. caudata .
Листовая мина номинативного подвида H. eximium eximium (Lewis, 1893) неизвестна. Для подвида H. eximium eupoetum (Obenberger, 1929): бледно-коричневая полноразмерная линейно-пятнистая мина на зрелом листе. Яйцо откладывается у середины основания листа, а вылупившаяся личинка проникает в середину листа и вгрызается в черешок, в результате чего лист опадает с ветки, абсцинируя у основания черешка. После опадения листа мина отходит от серединки и медленно расширяется вверх по краю листа или вдоль серединки. Пройдя половину пути, мина резко расширяется и становится пятнистой. Мякоть нитевидная, идущая зигзагом в ранней линейной мине, по мере расширения мины становится толстой шнуровидной, не волнистой. Опавший лист остается зеленым около двух недель, в течение которых личинка завершает свое развитие.